# 辺土名茶三海
辺土名 茶三海（へんとな ちぇすか、2004年1月30日 - ）は、日本の元子役。沖縄県沖縄市出身。
かつてはケイティに所属していた。ISSA（一茶）は長兄、プロゴルファーの邊土名二茶は次兄。里中茶美は実姉。父親は辺土名求。ティアラは、いとこにあたる。

## 出演
- ポポラーイメージPV（2009年）
- オロナミンCTV-CMスタンドイン（2010年）
- 海賊戦隊ゴーカイジャー（2011年）
- カゴメ野菜生活CM（2013年）
- 〈イベント〉風とロック沖縄・野外ステージ/ ひまわり甲子園・福島/
- 沖縄こどものくにフェスティバル/ 川崎はいさいFESTA2013（2013年）